# Batalla de Timbrea
La batalla de Timbrea fou un enfrontament militar entre Cir II el Gran i Cressus que tingué lloc a Timbrea l'any 547 aC. Després de la victòria persa, gran part d'Anatòlia quedà en poder dels aquemènides. Es considera una de les batalles més mortíferes de la història, amb unes 100000 baixes, especialment del bàndol lidi malgrat la seva superioritat numèrica. La perícia militar i innovacions com l'ús de camells que afectaren la cavalleria enemiga decidiren el resultat final a favor dels perses.